# Annales Vedastini
De Annales Vedastini zijn een reeks van annalen van de abdij van Sint-Vaast nabij Atrecht, die in de vroege tiende eeuw werden opgetekend. Zij zijn een belangrijke bron voor de geschiedschrijving van de negende eeuw. De jaren 874 tot 900 worden met de nadruk op Lotharingen en West-Francië beschreven. Samen met andere rijksannalen zoals de Annales Fuldenses en de Annales Bertiniani  werden de Annales Vedastini  gecombineerd tot de zogenoemde Chronicon Vedastinum, een algemene kroniek die de geschiedenis van de Karolingische Rijk tot het jaar 899 beschrijft.